# 611 Valeria
A 611 Valeria egy a Naprendszer kisbolygói közül, amit Joel Hastings Metcalf fedezett fel 1906. szeptember 24-én.